# Recopa d'Europa de futbol 1966-67
La Recopa d'Europa de futbol 1966-67 fou la setena edició de la Recopa d'Europa de futbol. La competició fou guanyada pel Bayern de Múnic a la final davant del Rangers F.C..

## Ronda preliminar
| Equip 1 | Global | Equip 2        | Anada | Tornada |
| ------- | ------ | -------------- | ----- | ------- |
| Valur   | 2-9    | Standard Liège | 1-1   | 1-8     |

## Primera ronda
| Equip 1            | Global | Equip 2             | Anada | Tornada |
| ------------------ | ------ | ------------------- | ----- | ------- |
| OFK Beograd        | 1-6    | FC Spartak Moscou   | 1-3   | 0-3     |
| SK Rapid Wien      | 9-3    | Galatasaray SK      | 4-0   | 5-3     |
| Shamrock Rovers    | 8-2    | Spora Luxemburg     | 4-1   | 4-1     |
| TJ Tatran Prešov   | 0-3    | Bayern de Múnic     | 0-1   | 0-2     |
| ACF Fiorentina     | 3-4    | Raba ETO Győr       | 1-0   | 2-4     |
| AEK Athens FC      | 2-4    | SC Braga            | 0-1   | 2-3     |
| BSG Chemie Leipzig | 5-2    | Legia Varsòvia      | 3-0   | 2-2     |
| Standard Liège     | 6-1    | Apollon Limassol FC | 5-1   | 1-0     |
| Servette FC        | 3-2    | ÅIFK Turku          | 1-1   | 2-1     |
| Floriana           | 1-7    | Sparta Rotterdam    | 1-1   | 0-6     |
| RC Strasbourg      | 2-1    | Steaua Bucureşti    | 1-0   | 1-1     |
| Swansea Town       | 1-5    | PFC Slavia Sofia    | 1-1   | 0-4     |
| Glentoran F.C.     | 1-5    | Rangers F.C.        | 1-1   | 0-4     |
| Borussia Dortmund  | Bye    | -                   | -     | -       |
| Skeid Fotball      | 4-5    | Reial Saragossa     | 3-2   | 1-3     |
| Aalborg BK         | 1-2    | Everton F.C.        | 0-0   | 1-2     |

## Segona ronda
| Equip 1            | Global | Equip 2           | Anada | Tornada |
| ------------------ | ------ | ----------------- | ----- | ------- |
| FC Spartak Moscou  | 1-2    | SK Rapid Wien     | 1-1   | 0-1     |
| Shamrock Rovers    | 3-4    | Bayern de Múnic   | 1-1   | 2-3     |
| Raba ETO Győr      | 3-2    | SC Braga          | 3-0   | 0-2     |
| BSG Chemie Leipzig | 2-2(c) | Standard Liège    | 2-1   | 0-1     |
| Servette FC        | 2-1    | Sparta Rotterdam  | 2-0   | 0-1     |
| RC Strasbourg      | 1-2    | PFC Slavia Sofia  | 1-0   | 0-2     |
| Rangers F.C.       | 2-1    | Borussia Dortmund | 2-1   | 0-0     |
| Reial Saragossa    | 2-1    | Everton F.C.      | 2-0   | 0-1     |

## Quarts de final
| Equip 1       | Global  | Equip 2          | Anada | Tornada |
| ------------- | ------- | ---------------- | ----- | ------- |
| SK Rapid Wien | 1-2(pr) | Bayern de Múnic  | 1-0   | 0-2     |
| Raba ETO Győr | 2-3     | Standard Liège   | 2-1   | 0-2     |
| Servette FC   | 1-3     | PFC Slavia Sofia | 1-0   | 0-3     |
| Rangers F.C.  | 2(m)-2  | Reial Saragossa  | 2-0   | 0-2     |

## Semifinals
| Equip 1          | Global | Equip 2        | Anada | Tornada |
| ---------------- | ------ | -------------- | ----- | ------- |
| Bayern de Múnic  | 5-1    | Standard Liège | 2-0   | 3-1     |
| PFC Slavia Sofia | 0-2    | Rangers F.C.   | 0-1   | 0-1     |

## Final
| Bayern de Múnic | 1–0 (pròrroga) | Rangers FC |
| --------------- | -------------- | ---------- |
| Roth 109'       |                |            |

| Guanyador de la Recopa d'Europa 1966-67 |
| --------------------------------------- |
| Bayern de Múnic Primer títol            |